# منجنیق رومی

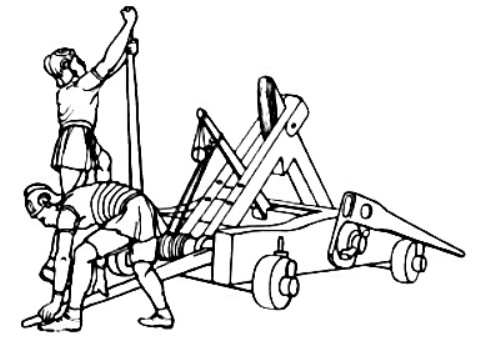
منجنیقرومی.

منجنیق رومی (انگلیسی: Onager) نوعی منجنیق نسبتاً کوچک بود که رومی‌ها از آن استفاده می‌کردند. منجنیق ONAGER یک سلاح برای محاصره شهرها بود که از انرژی پتانسیل حاصل از پیچش دو رشته با قابلیت تابیدن یا کشسانی که معمولاً از طناب پیچ خورده و یا روده ی تاب خورده احشامی نظیر گاو و گوسفند(آغشته شده به انواع روغنهای گیاهی یا حیوانی برای حفظ انعطاف ، کشسانی و جلوگیری از خشک شدن زه پیچشی) ، بعنوان ابزار ذخیره انرژی برای شلیک استفاده می کرد.
آناگر شامل یک پایه ی نگهدارنده افقی بود که روی زمین قرار می گرفت و در بخش جلویی آن یک قاب عمودی از چوب بطور محکم در پایه ی نگهدارنده قرار میگرفت.
در میانه ی قاب عمودی شکافی قرار داشت که بازوی منعطف چوبی از قسمت پایین به استوانه ی پیچش زه یا طناب که شرح داده شد متصل میگردید و از قسمت نوک بازوی پرتاب با زنجیری به قاب پرتابه بسته شده بود که اجسام پرتابی را برای پرتاب به آن وصل میکردند.